# Случай с художником
«Случай с художником» — советский рисованный мультипликационный фильм для взрослых 1962 года киностудии «Союзмультфильм». Пародия, высмеивающая абстракционизм.

## Сюжет
В одном из городов Европы художник целыми днями рисовал картины и продавал их на улице. Однажды пошёл дождь и размыл краски, изображение потекло. Проезжавший богач остановился и купил картину с потёкшими красками. Художник получил деньги и принялся на потоке рисовать абстрактные полотна. Вскоре богач организовал выставку его творений. Там художник устроил показательный сеанс, как он поливает красками полотно. Критики хвалили, публика рукоплескала. Богач торжественно соединил руки своей дочери и художника. Когда невеста разделась и смыла грим с лица, художник в ужасе убежал от неё и влетел внутрь своей картины. Там его окружили персонажи его картин, искажённые его фантазией, а затем набросились на него. В ужасе художник бежал, выпрыгнул в окно и устремился к девушке, которую рисовал раньше. А на улице подражатель его метода уже кидал бутылки с краской в картину, что очень потрясло художника и девушку.

## Создатели
- Автор сценария — Ю. Елисеев
- Режиссёр и художник-постановщик — Григорий Козлов
- Композитор — Михаил Меерович
- Художники: Гелий Аркадьев, Вера Валерианова (в титрах как «В. Валерьянова»), Владимир Капнинский
- Ассистенты режиссёра: Вера Шилина, Елена Белявская
- Оператор — Екатерина Ризо
- Звукооператор — Георгий Мартынюк
- Художники-одушевители (мультипликаторы): Владимир Арбеков, Фаина Епифанова, Владимир Крумин, Игорь Подгорский, Елизавета Комова, Виктор Арсентьев, Вадим Долгих, Анатолий Абаренов, Иван Давыдов, Иосиф Куроян, Борис Бутаков, Анатолий Солин
- Редактор — Наталья Абрамова
- Директор картины — Фёдор Иванов

Создатели приведены по титрам мультфильма.

## Отзывы
Сделать сюжет зрелищно выразительным, кинематографически напряжённым и увлекательным — сложная творческая задача. Представляет интерес в этом смысле фильм-пародия «Случай с художником» (1962, режиссёр Г. Козлов). Художник в погоне за успехом и деньгами становится абстракционистом.

Авторы сумели найти такой композиционный поворот, который сразу же придаёт сюжету отчётливо мультипликационный характер. Художник остаётся один, наедине со своей совестью. Его посещают видения, сошедшие с его полотен. Спасаясь от них, он «перешагивает» через раму, и мы присутствуем при фантастичнейшем приключении: художник-абстракционист вынужден путешествовать в кошмарном мире своих собственных уродливых вымыслов. Трудно было, пожалуй, придумать ему более суровое наказание. Идея настолько ясно выражена в динамическом решении, что фильм не нуждается ни в каком комментирующем тексте.
— Асенин С. В. «Волшебники экрана», стр. 161-162